# Obwód Tomaszów Lubelski Armii Krajowej
Obwód Tomaszów Lubelski – jednostka terytorialna Związku Walki Zbrojnej, a następnie Armii Krajowej.
Obwód ten wraz z trzema innymi (Zamość, Hrubieszów, Biłgoraj) wchodził w skład Inspektoratu Zamojskiego Okręgu Lublin AK, a jego dowódcą w czasie powstania zamojskiego był mjr Wilhelm Szczepankiewicz ps. „Drugak”.
- Rejon III (gminy Komarów i Tyszowce) (kryp. „234”)
  - komendanci rejonowi: Walenty Nowak „Dziadek” (do 12 V 1943), por. Hieronim Białowolski „Grot”[2]
  - 20 kompania w Siemierzu
  - 21 kompania w Tyszowcach
- Rejon VII – por. piech. Zenon Józef Jachymek (od III 1943)

Żołnierze tego obwodu walczyli przeciw dwóm wrogom – nazistowskim Niemcom ale i przeciw ukraińskim nacjonalistom (ich zbrojnemu ramieniu – Ukraińskiej Powstańczej Armii) operującym na tym terenie.